# Pryssgränd

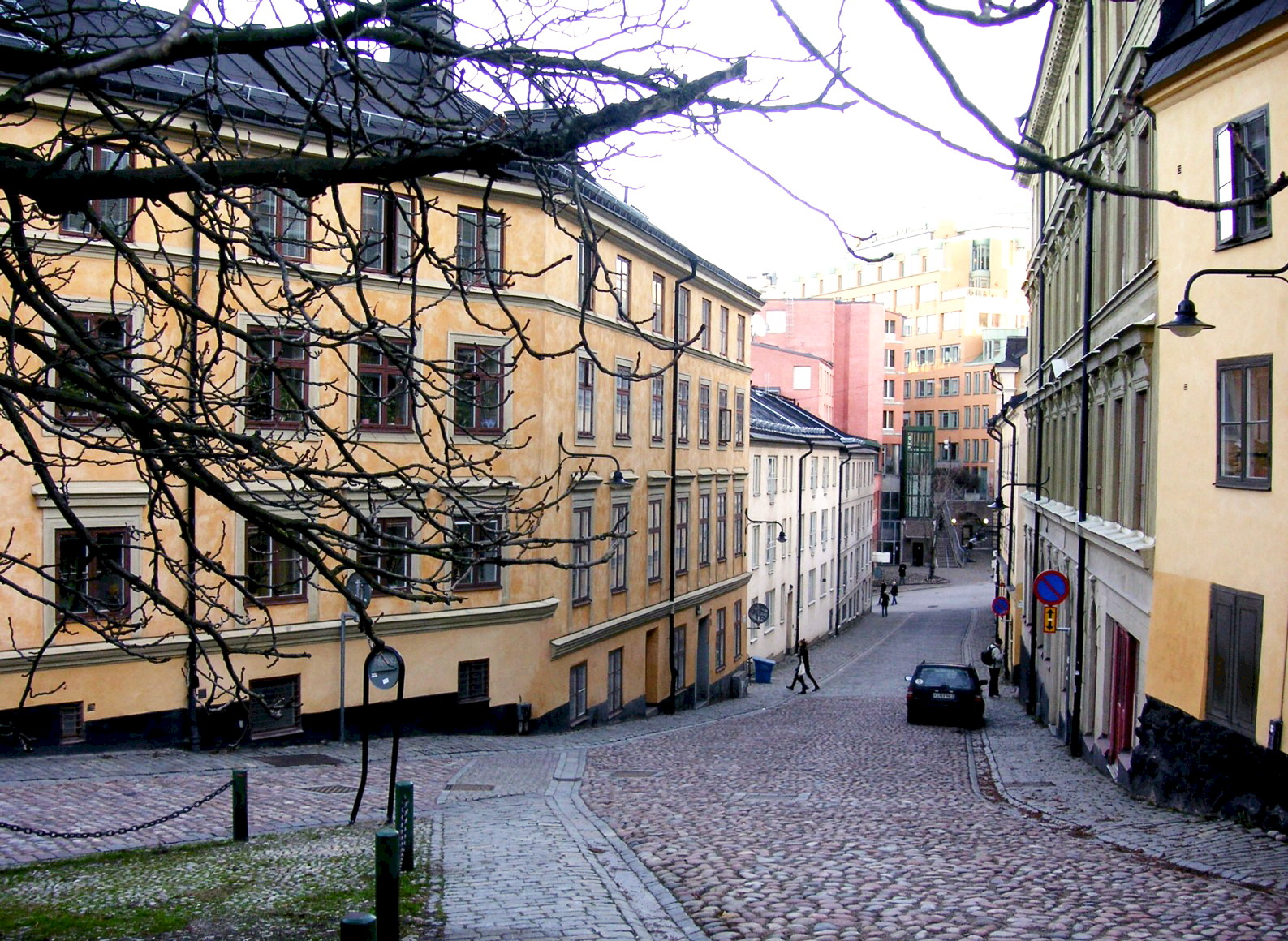
Hörnet Bastugatan / Pryssgränd mot öst.

Pryssgränd är en gata på Södermalm i Stockholm. Gränden ligger på Mariaberget mellan Bellmansgatan i väst och Pustegränd i öst och löper parallellt med Söder Mälarstrand. Gränden begränsas i norr av kvarteret Lappskon större.

## Historik

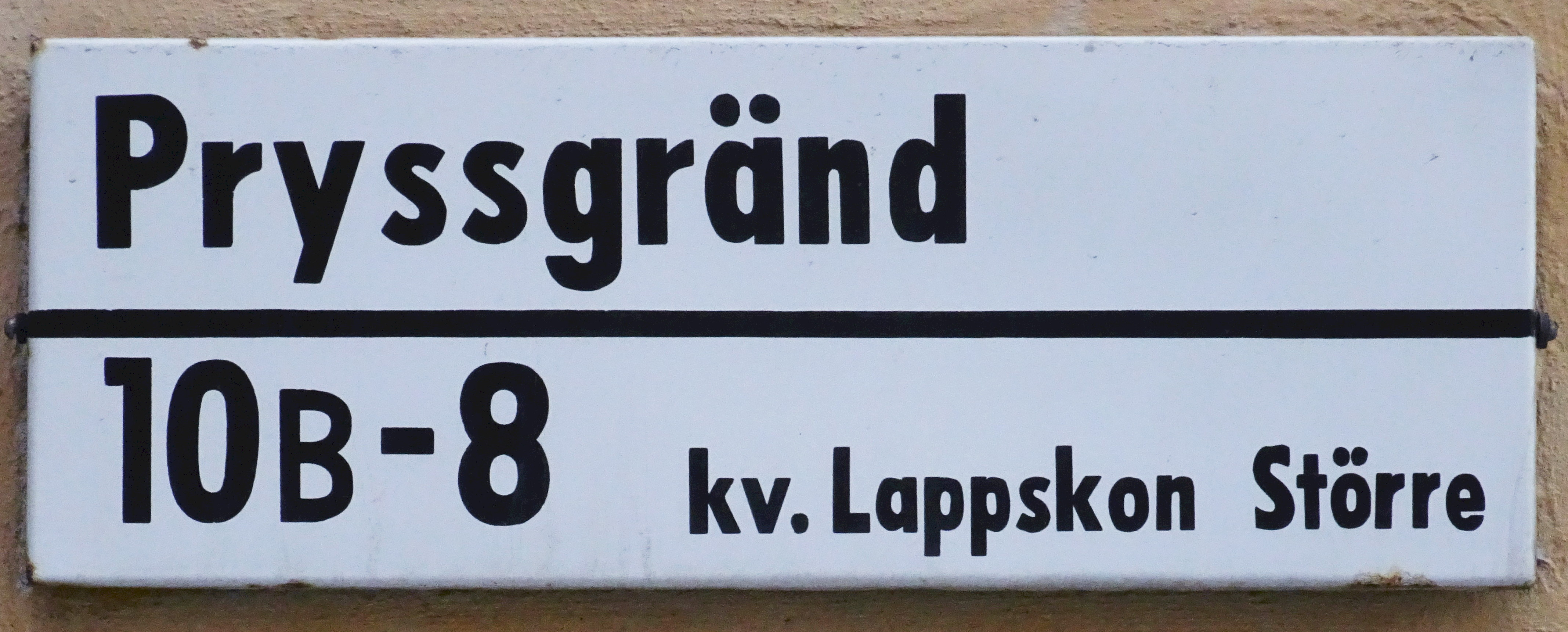
Gatuskylt.

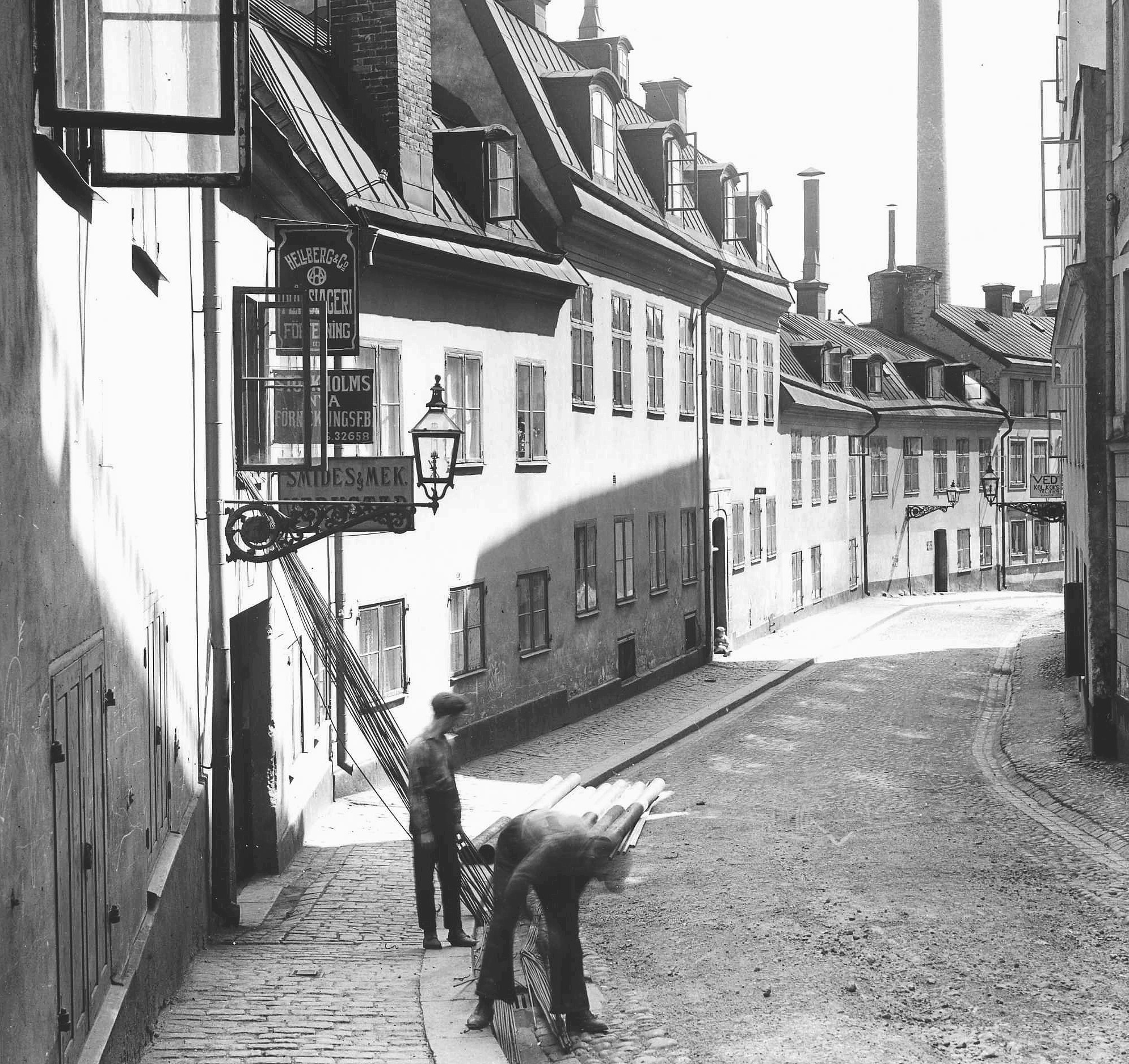
Pryssgränd på 1920-talet.

Pryssgränd har fått sitt namn från två kvarnar, Stora och Lilla Pryssan, som låg högt uppe på berget. Kvarnarna hade namn efter en mjölnare på 1600-talet som hette Johan Persson Preutz (död 1691), därav blev det Pryss på svenska. På 1600-talet var det vanligt med skrivningar såsom Pryssen för Preussen. Vid namnrevisionen 1885 fick Lilla Bastugatan namnet Bastugatan och Lilla Bastugatan. År 1921 föreslog Namnberedningen att dåvarande Lilla Bastugatan skulle få namnet Pryssgränd för att förhindra förväxlingar med Bastugatan. 1925 genomfördes ändringen.
Huset vid Pryssgränd 8 är med sina fönster i fasadliv och sina slätputsade fasader typiskt för 1700-talsbebyggelsen på Mariaberget. I kvarteren mot Mälaren låg det då många färgerier och ett brännvinsbränneri. Dessa verksamheter krävde mycket vatten som hämtades från Riddarfjärden. Innan Söder Mälarstrand anlades i slutet på 1800-talet sträckte sig tomterna ända ner mot Mälarens strand.
I slutet av Pryssgränd (nr 12) ligger den gamla Mariahissens övre entré. I början av 1900-talet låg även restaurangen Du Sûd i anslutning till hissen med en hänförande utsikt över Riddarfjärden. Mariahissen lades ner 8 augusti 1937, utkonkurrerad av den allt mer utbyggda spårvagnstrafiken.
Bebyggelsen på Mariaberget utgör ett så kallat reservatsområde. Sådana omfattar ett antal fastigheter i ett bevarat kulturhistoriskt värdefullt område, som exempelvis Gamla stan och Djurgårdsstaden.

## Nutida bilder

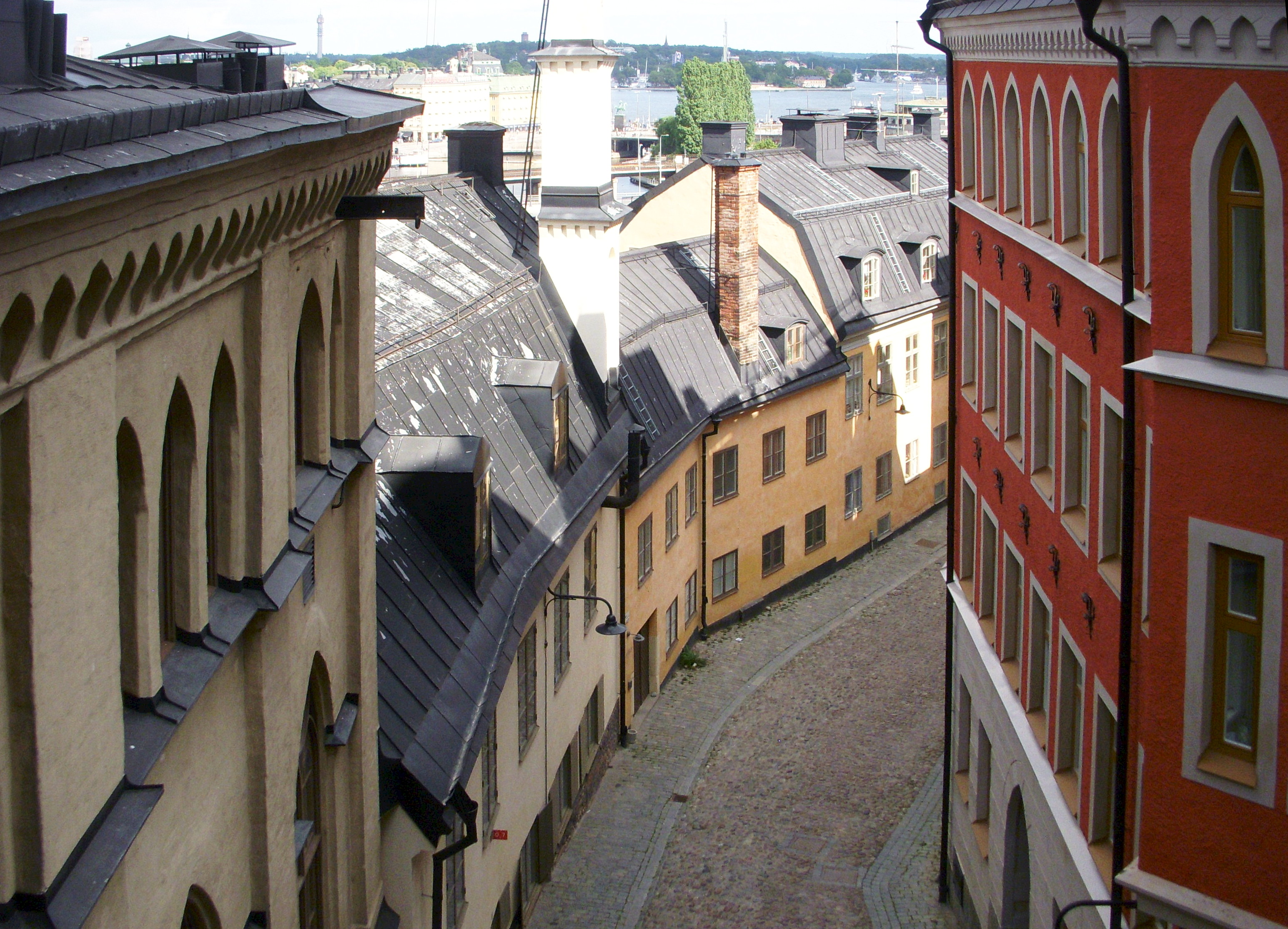
Pryssgränd sedd från Mariahissens gångbro.
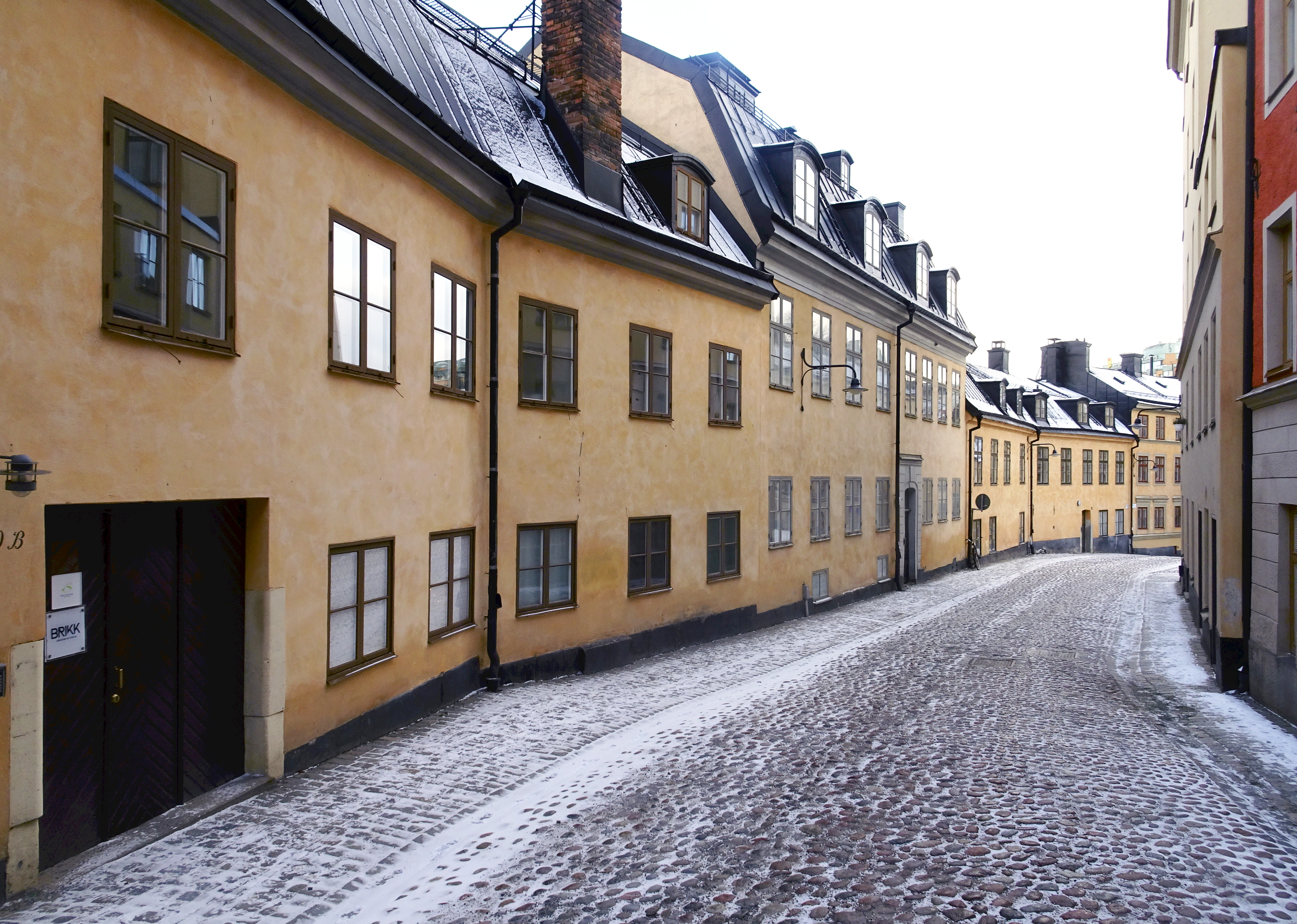
Pryssgränd 10.
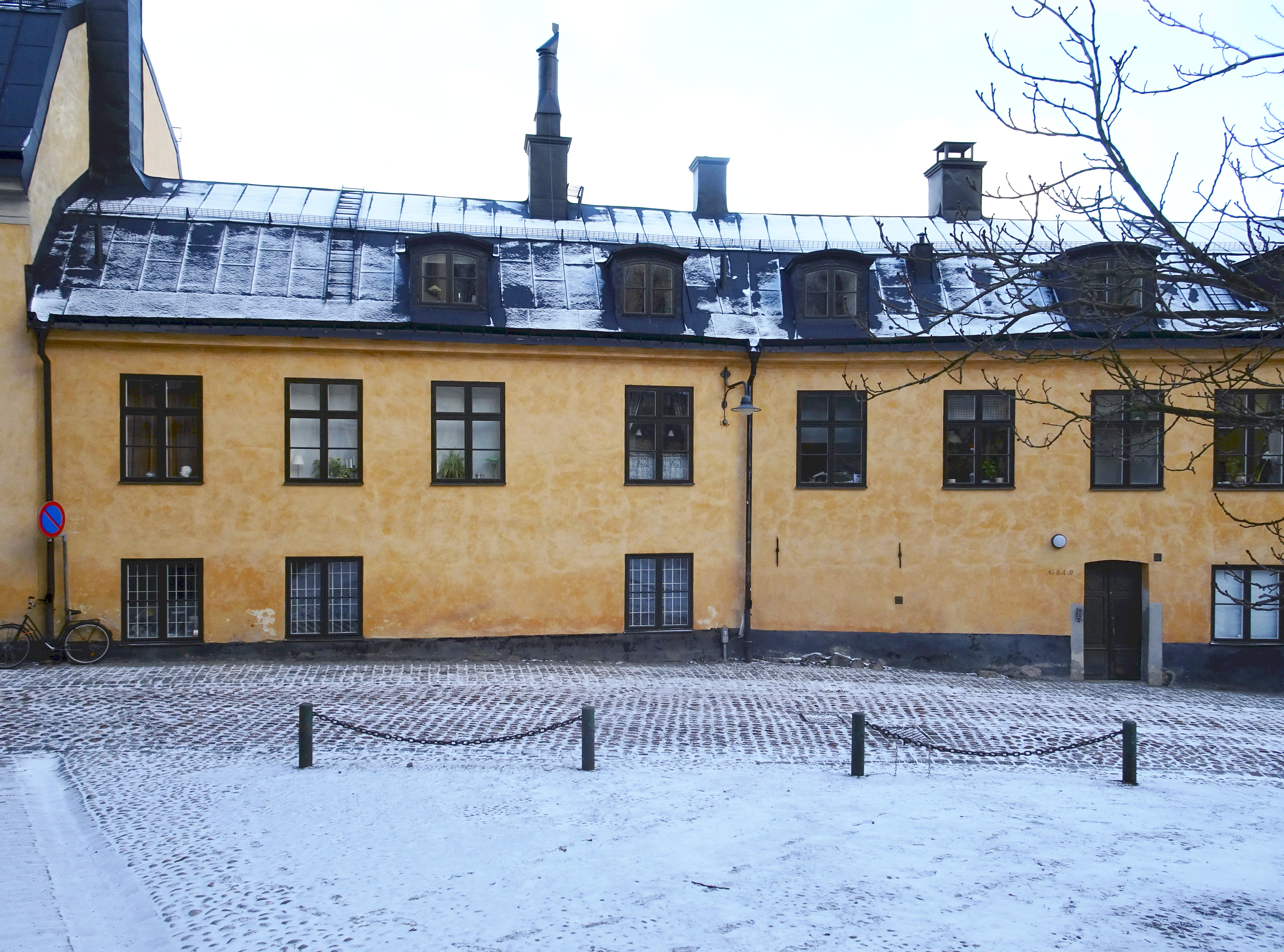
Pryssgränd 8.
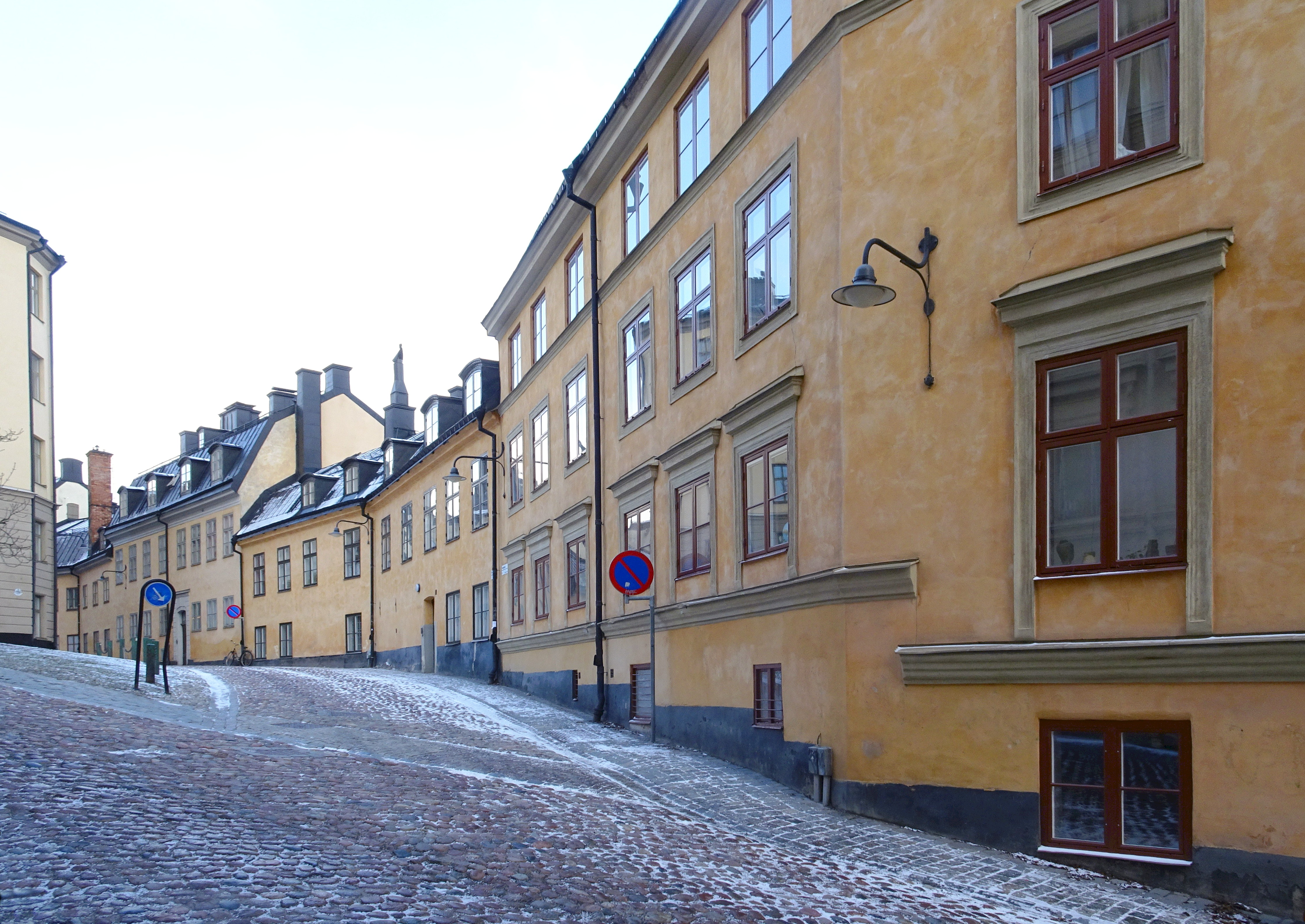
Pryssgränd vid Bastugatan.